# Sripathi Panditharadhyula Balasubrahmanyam
Sripathi Panditharadhyula Balasubrahmanyam, connu sous les noms de S. P. Balasubrahmanyam, de Balu ou plus couramment de SPB, est un chanteur indien prolifique né le 4 juin 1946 à Konetampet (alors dans l'État indien de l'Andhra Pradesh, aujourd'hui dans le Tamil Nadu) et mort le 25 septembre 2020 à Madras (Tamil Nadu).

## Biographie
Son père, S. P. Sambhamurthy, était un musicien pratiquant le « harikatha », une forme de spectacle combinant musique et conte. On ne le destinait pas à faire carrière dans la musique mais plutôt à devenir ingénieur mais c'est par l'observation de ce père artiste qu'il apprend par lui-même la musique et la pratique d'instruments tels que l'harmonium et la flûte.
Sa voix riche et profonde possède une large tessiture et il a chanté à ce jour plus de 36 000 chansons dans plusieurs langues indiennes comme le télougou, le tamoul, le kannada, le malayalam, le tulu, le hindi, l'oriyâ, l'assamais, le bengalî et le penjâbî. Par suite, il est cité dans le livre Guinness des records comme le chanteur masculin ayant à son actif le plus grand nombre d'enregistrements (le record féminin étant détenu par Lata Mangeshkar). 
SPB ne pratique pas toutes les langues dans lesquelles il chante. Originaire du sud de l'Inde, il maîtrise les langues dravidiennes mais son hindi, accent et diction, n'est pas parfait. Sa carrière de chanteur de playback commence en 1967, mais il atteint la célébrité en 1979 avec le film Shankarabharanam de Kashinadhuri Vishwanath pour lequel il reçoit son premier Silver Lotus Award du National Film Awards indien. Il recevra à nouveau par deux fois cette récompense, en 1989 et 1997, ainsi qu'un Filmfare Awards en 1990. Le gouvernement indien l'a honoré d'un Padmasri Award en 2001.
Après 545 films, il est devenu depuis la fin des années 1980 incontournable dans le cinéma en télougou et en tamoul.
Il est aussi directeur musical de bien des films.